# Back to the Future (игра, 1985)
«Назад в будущее» (англ. Back to the Future) — видеоигра, выпущенная для систем ZX Spectrum, Commodore 64 и Amstrad CPC. Сюжет основан на событиях первого фильма из трилогии «Назад в будущее».

## Игровой процесс
Игрок управляет Марти Макфлаем. Его основная цель — в прямом смысле сблизить своего отца Джорджа и мать Лоррейн, попутно отбиваясь от хулиганов. Чтобы выполнить миссии, Марти должен собрать определённые предметы. Количество оставшегося времени, за которое герои должны сблизиться, указывается при помощи исчезающей семейной фотографии в нижнем правом углу. Игроку нужно найти ключевые объекты из фильма, такие как скейтборд, гитара и радиационный костюм, а также исследовать знакомые места.

## Сюжет
Док Эмметт Браун 30 лет изобретал машину времени и, наконец, в 1985 году он закончил работу над ней, установив потоковый накопитель в автомобиле «Делориан». Первым делом он демонстрирует машину своему юному другу, старшекласснику Марти Макфлаю, но именно тогда на них нападают охотящиеся за Доком террористы. Дока убивают, а Марти спасается на машине времени и попадает в 1955 год. Возвращение назад крайне проблематично, ведь для путешествия во времени нужен плутоний. Кроме того, из-за нелепой случайности Марти мешает встрече собственных родителей, чем ставит под угрозу собственное существование. Марти находит ещё молодого Дока Эмметта Брауна, надеясь с его помощью решить эти две проблемы, а также спасти Дока в будущем — предупредив о грозящей ему опасности. На протяжении всего сюжета Марти ищет способы влюбить друг в друга своих родителей, в противном случае он рискует никогда не появиться на свет.

## Отзывы
Макс Филлипс, обозреватель журнала «Your Sinclair» отметил, что «Back to the Future» — «неплохая адаптация сюжета фильма в игровой процесс». Филлипс считает, что «для игры нужно напрячь мозги», но «процесс не сильно увлекает». В статье журнала «ZX Computing» «Назад в будущее» была названа «игрой по завышенной цене, также сопровождаемая неоправданно шумной рекламой», а обозреватель «Computer Gamer» написал: «Покупайте на свой риск». Марк Айлз, один из разработчиков, говорил о том, что «игра делалась в спешке», и, срок на создание игры был всего лишь два месяца, на что нужно было гораздо больше времени.
Игра была включена в сборник «The Story So Far, Volume IV» 1989 года вместе с «Wonder Boy», «Quartet», «Aliens», «The Eidolon» и «Ghostbusters». «Back to the Future» набрала самый низкий балл по подборке журнала Your Sinclair, который пришёл к выводу, что это «пустая трата времени».